# Varbergs flickskola
Varbergs flickskola var en flickskola i centrala Varberg som var verksam under olika namn från 1873 till 1973. 
Skolan grundades på privat initiativ år 1873 och hade lokaler i en träbyggnad vid Västra Vallgatan.
År 1892 övertog Varbergs kommun  det ekonomiska ansvaret för skolan och några år senare anlitade de byggmästare Johannes Nilsson till att bygga en ny skola i anslutning till det allmänna läroverket. Skolbyggnaden på Östra Långgatan 
invigdes den 24 november 1900 av biskopen i Göteborgs stift, Edvard Herman Rodhe under  namnet Elementarläroverket för flickor.
Gymnastik hade införts som ämne i folkskolestadgan 1842 och 1916 beslöt kommunalfullmäktige att bygga en ny fristående gymnastiksal. Den ritades av arkitekt Paul Jepsson och byggdes liksom flickskolan i rött tegel med plåttak.
Bygget gick långsamt och blev  dyrare än beräknat. Gymnastiksalen  slutbesiktigades den 20 augusti 1920 och invigdes i samband med skolstarten samma år.
År 1944 ombildades flickläroverket  till Varbergs kommunala flickskola. Skolan stängde 1973 i samband med att gymnasieskolan infördes.
Skolbyggnaderna används av förvaltningar inom Varbergs kommun.